# 韓国鉄道公社

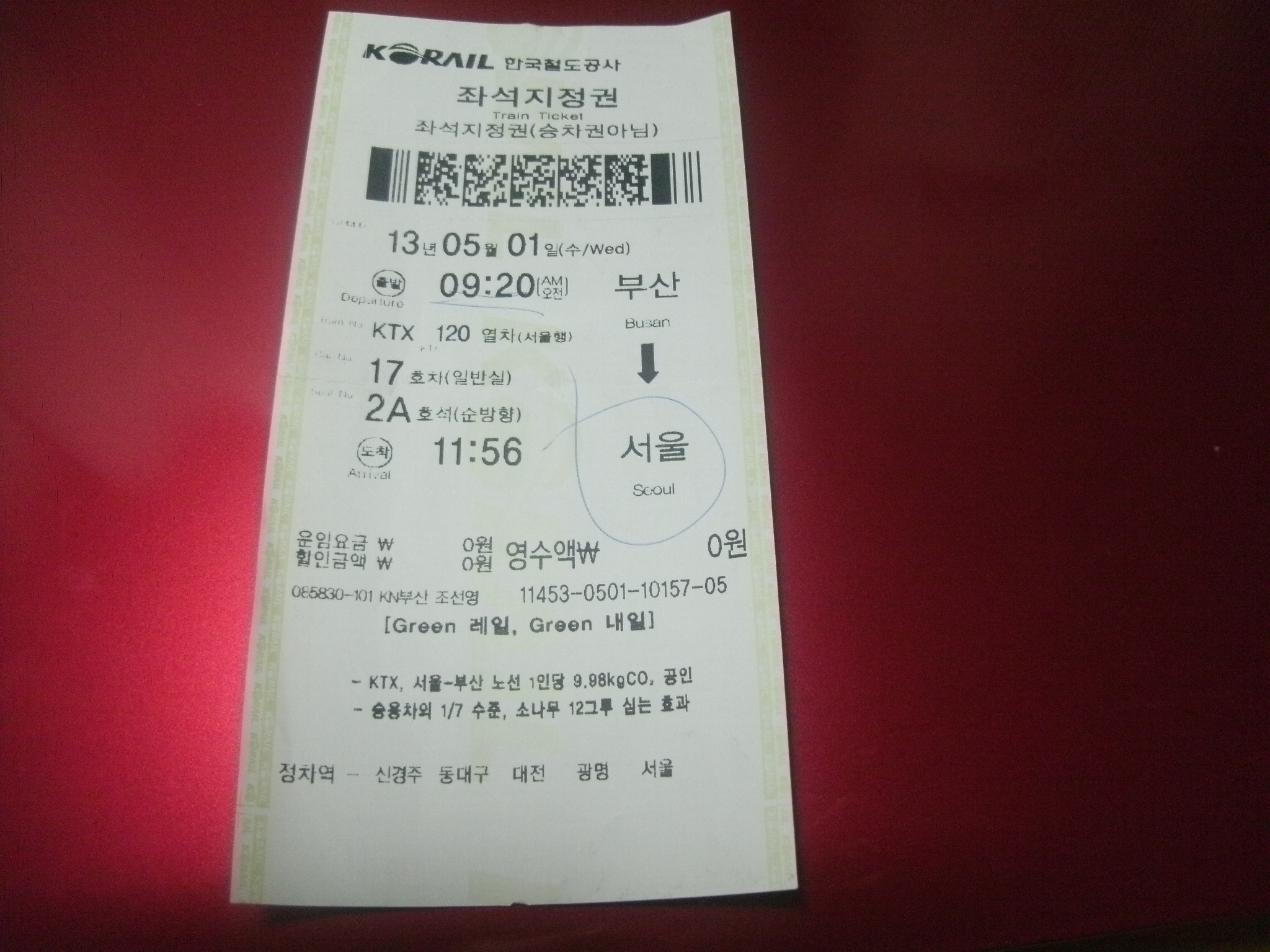
KTXのチケット（旧様式）。コレールパス使用のため、料金が0ウォンになっている。2013年5月1日乗車

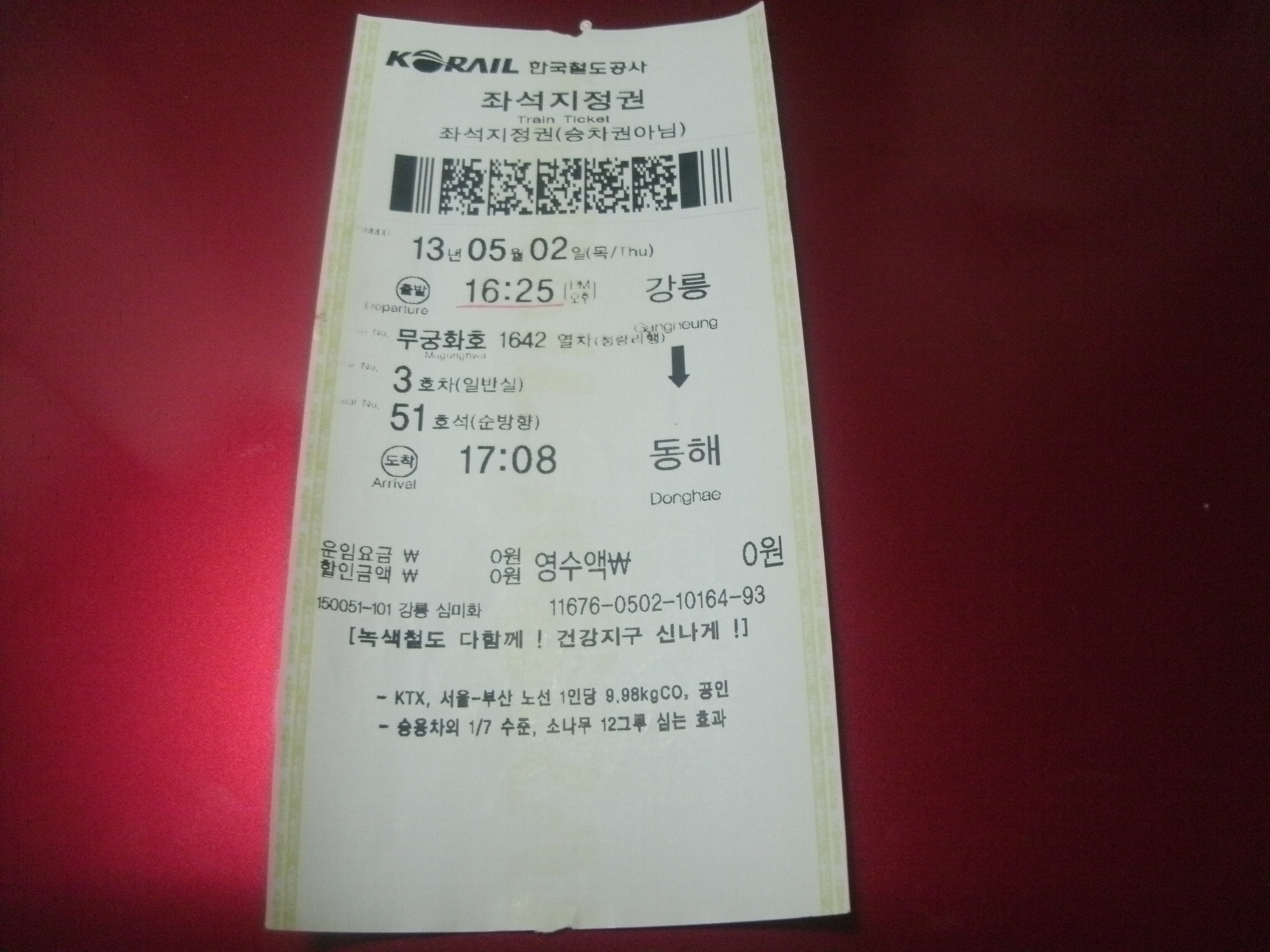
ムグンファ号のチケット（旧様式）。コレールパス使用のため、料金が0ウォンになっている。2013年5月2日乗車

韓国鉄道公社（かんこくてつどうこうしゃ、朝: 한국철도공사、英: Korea Railroad Corporation）は、大韓民国の鉄道運営事業者である。鉄道庁の公社化によって2005年1月1日に発足した組織で、本社は大田広域市にある。国家鉄道公団（KR、旧称：韓国鉄道施設公団）が所有する鉄道関連施設を上下分離方式で運営しており、旅客列車、貨物列車の他、韓国高速鉄道（KTX）や広域電鉄の運行、更には鉄道博物館の運営も行っている。
英語及び日本語での略称はKORAIL（コレール、Korea と Railroad の合成語）。朝鮮語の略称は、発足から2019年までは英語式愛称の「コレイル」（코레일）が、2019年10月8日以降は企業イメージの統一化や用語のハングル専用化方針に基づいて「韓国鉄道」（한국철도、ハングクチョルト）が使用されている。

## 設立の根拠
- 韓国鉄道公社法[4]

## 経営・業績
鉄道庁から鉄道事業を継承し運営している（施設所有は国家鉄道公団）。

乗車運賃が安い一方で、鉄道経営は赤字が続いている。

2013年には龍山の開発事業（龍山ドリームハブ）が債務不履行の状態となり（その後、破綻、事業清算）、非常経営体制を発足させた。

韓国鉄道公社（KORAIL）は2023年から2025年までの3年間で1兆2000億ウォン（約1330億円）を上回る当期純損失を出す見通し。2023年から今後5年間の利子費用だけで1兆8000億ウォン（約2000億円）と予想されている。

韓国政府は韓国鉄道公社（KORAIL）に対する改革を推進しようとしているが、全国鉄道労働組合（鉄道労組）が反対し、2023年9月には4年ぶりのゼネストに突入した。

### 業績推移
| 年度     | 売上高            | 営業利益           | 当期純利益         |
| -------- | ----------------- | ------------------ | ------------------ |
| 2018年度 | 5兆5,545億433万   | -987億2,194万      | -1,393億1,554万    |
| 2019年度 | 5兆6,026億8,670万 | -1,446億446万      | -853億2,846万      |
| 2020年度 | 4兆4,004億6,799万 | -1兆1,684億8,159万 | -1兆2,380億5,894万 |
| 2021年度 | 5兆1,427億7,860万 | -8,660億6,308万    | -1兆1,081億2,411万 |
| 2022年度 | 5兆4,557億6,420万 | -4,363億5,958万    | -3,104億1,107万    |
| 2023年度 | 5兆8,159億3,464万 | -4,743億1,536万    | -5,424億7,793万    |

## 組織
- 本社：6本部8室4段64処[8]
- 所属機関（現業）：12地域本部、20附属機関
- 従業員数：27,981人（駅21.6%、乗務24.9%、車両16.9%、施設14.3%、電気10.1%、サポート12.2%）[9]

### 理事会
- 監査委員会
  - 常任監査委員
    - 監査室 - 監査企画処、行政監査処、経営監査処、監察調査処

### 社長
- 秘書室
- 安全室 - 安全計画処、安全支援処、安全調査処
- 広報文化室 - 言論広報処、文化広報処

### 副社長
- 運送企画処
- 旅客本部 - 旅客計画処、旅客マーケティング処、営業支援処、旅客輸送処、駅運営処
- 広域鉄道本部　- 広域計画処、広域営業処、広域輸送処
- 物流本部 - 物流計画処、物流営業処、物流開発処、物流輸送車両処
- 技術本部 - 技術企画処
  - 車両技術段 - 車両計画処、高速車両処、一般車両処、電動車両処
  - 施設技術段 - 施設計画処、線路管理処、土木施設処、建築施設処
  - 電気技術段 - 電気計画処、電鉄処、情報通信処、信号制御処
- 人事労務室 - 総務処、人事企画処、人事運営処、労使協力処、福祉厚生処
- 輸送調整室 - 列車計画処、管制処、非常計画処
- 海外事業段 - 国際協力処、海外事業開発処

### 経営総括本部長
- 事業開発本部 - 事業企画処、駅舎開発処
- 企画調整室 - 経営管理処、戦略企画処、予算処、情報企画処、法務処、環境経営処
- 経営革新室 - 創意革新処、顧客サービス処、成果管理処
- 財務管理室 - 財務会計処、資金コスト処、資材管理処、契約処

### 地域本部
- ソウル本部
  - 所在地：ソウル特別市中区青坡路432
- 首都圏東部本部
  - 所在地：ソウル特別市東大門区漢川路472
- 首都圏西部本部
  - 所在地：ソウル特別市永登浦区永登浦駅キル32-6
- 江原本部
  - 所在地：江原特別自治道東海市東海駅キル69（松亭洞）
- 忠北本部
  - 所在地：忠清北道堤川市義林大路1
- 大田忠南本部
  - 所在地：大田広域市東区中央路215 韓国鉄道公社 大田忠南本部
- 全北本部
  - 所在地：全羅北道益山市益山大路153
- 光州本部
  - 所在地：光州広域市北区無等路235
- 全南本部
  - 所在地：全羅南道順天市八馬路119
- 慶北本部
  - 所在地：慶尚北道栄州市市庁路2番キル30
- 大邱本部
  - 所在地：大邱広域市東区東大邱路550
- 釜山慶南本部
  - 所在地：釜山広域市東区中央大路206

### 車両整備団
- 首都圏鉄道車両整備団
  - 所在地：京畿道高陽市徳陽区幸州路108-1
- 大田鉄道車両整備団
  - 所在地：大田広域市大徳区ポッコッギル150
- 釜山鉄道車両整備団
  - 所在地：釜山広域市釜山鎮区新川大路215
- 湖南鉄道車両整備団
  - 所在地：光州広域市光山区高奉路164番ギル

### 所属機関及び海外駐在
- 慶州高速鉄道施設・電気事務所
  - 所在地：慶尚北道慶州市乾川邑新慶州駅路80
- ソウル情報通信事務所
  - 所在地：ソウル特別市龍山区漢江大路21ナギル7 鉄道会館8階
- 施設設備事務所
  - 所在地：大田広域市大徳区坪村2キル59
- 研究院
  - 所在地：大田広域市東区中央路240
- 五松高速鉄道施設・電気事務所
  - 所在地：忠清北道清州市興徳区五松邑正中蓮堤路384
- 人材開発院
  - 所在地：京畿道義王市鉄道博物館路157
- 情報技術団
  - 所在地：ソウル特別市中区青坡路432 鉄道ビル
- 鉄道交通管制センター
  - 所在地：ソウル特別市九老区九一路8キル150
- 会計統合センター
  - 所在地：大田広域市東区中央路240 韓国鉄道公社9階
- フランス駐在
  - 所在地：パリ市15区マドモワゼル通り14番地

## 沿革
- 2005年1月1日 - 鉄道庁の公社化により発足。
- 2006年11月1日 - 一般旅客路線において大規模なダイヤ改正を実施。
- 2007年
  - 1月 - 6000系電車の運行を開始。
  - 6月1日 - ダイヤ改正。
- 2009年9月18日 - 本社を移転。
- 2014年1月10日 - 子会社の水西平沢高速線を運営する株式会社SRが発足する。株式の約40%を韓国鉄道公社が保有する。

## 運行形態
ソウル特別市近郊の首都圏、大邱広域市近郊の京釜線(大慶線)、および釜山広域市近郊の東海線では、通勤輸送のため広域電鉄を運行している。ほとんどの一般路線では、高速鉄道KTXのほか、ITX-セマウルやムグンファ号などの列車が運行されている。また、KTXおよび広域電鉄以外の旅客列車は総称して「一般列車」（일반열차）と呼ばれる。
韓国の優等列車は、行き先別に愛称が分かれるのではなく、種別ごとに分かれている。よって、日本のように特急や急行といった種別は正式に使用されていないが、全ての列車に列車名がついている。なお、各列車は号数ではなく列車番号で案内されている（例：ムグンファ号xxxx列車 等）。
広域電鉄には速達列車として急行・特急が運行されている。

### 列車種別

#### 一般路線
- KTX - 高速線を使用して京釜線・湖南線・全羅線を走る最速達列車。
- ITX-青春 - 在来線の最速・最高級列車。368000系電車を用いて京春線で運行されている[10]。
- ITX-セマウル - 2014年5月12日より運行開始。210000系電車を使用した速達列車。セマウル号の代替として登場した。
- ITX-マウム - 2023年9月1日より運行開始。220000系電車を使用。ムグンファ号の置き換えを目的として登場した。等級、運賃はセマウル号と同等。
- セマウル号 - かつての在来線の最速・最高級列車。JRの特急に相当[11]。ITX-セマウルへの置き換えが進み、現在定期列車では京釜線・長項線龍山 - 長項 - 益山間のみの運行となっている。
- ヌリロ - 2009年6月より運行開始した新種別。セマウル号の補完列車でJRの急行に相当[11]。200000系電車を使用。運賃はムグンファ号運賃を適用。
- ムグンファ号 - セマウル号の補完列車でJRの急行に相当[11]。旅客列車が運行する一般路線のほとんどを走行する。

#### 観光列車
- V-train（白頭大幹峡谷列車） - O-trainを補完し白頭大幹の渓谷区間を往復する列車。栄州より嶺東線で鉄岩に向かった後、鉄岩〜汾川間を2往復し、栄州に戻る。
- S-train（南道海洋観光列車） - 全羅南道と慶尚南道地域の観光列車。釜山〜宝城間運行、ソウル〜麗水エキスポ間運行の2編成が運転される。
- A-train（旌善アリラン列車） - 一般列車の運行が終了した旌善線に向かう列車。清凉里よりアウラジに向かい、アウラジ〜ミンドゥンサン間を1往復し、清凉里に戻る。
- G-train（西海金光列車・West Gold train） - 長項線に向かう列車。オンドル、足湯設備がある[12]。ソウル〜益山間で運行。
- 東海サンタ列車（朝鮮語版）（East sea & Santa village train）- O-trainで使用されていた車両を改造し2020年8月19日に運行を開始した、嶺東線の江陵～汾川間を往復する列車。
- ヘラン - 2008年運行開始。個室寝台車を連結するツアー専用の臨時列車。運行区間はツアーにより異なる。

#### 広域電鉄
- 急行列車 - 広域電鉄において運行、JRの快速に相当。
- 各駅停車 - 広域電鉄において運行、JRの普通に相当。

### 廃止された種別
- トンイル号 - 急行[13]ないしは普通に相当した[14]。2004年のKTX開業とともに、気動車による列車は通勤列車に改称、客車による列車は客車の廃車によりムグンファ号に格上または廃止された。
- ピドゥルギ号 - かつての各駅停車。2000年に廃止された。
- O-train（中部内陸循環列車） - 中部内陸圏・白頭大幹への観光列車。ソウル駅から堤川、太白を経由して栄州へ運行されていた。2020年8月2日に廃止された。
- 通勤列車 - 各駅停車。末期は光州線の光州松汀 - 光州間でのみ運行していたが、2023年12月17日に廃止された。
- DMZ-train（平和列車） - 南北の非武装地帯への観光列車。京義線ソウル〜都羅山運行、京元線ソウル〜白馬高地間運行の2編成があった。終点で、非武装地帯を観光するバスと連絡していた。2023年12月28日に廃止された。

## 施設
- 駅総数：679（2018年2月3日時点）[15]
  - 普通駅：343
  - 配置簡易駅：3
  - 無配置簡易駅：292
  - 操車場：2
  - 信号場：33
  - 信号所：6

- 鉄道輸送分担率
  - 旅客：19%（2008年）
  - 貨物：7.5%（2007年）

- 営業距離：3,918.5km・96路線（2016年9月24日時点）[16]
  - 高速線：596.3km
  - 一般線：3,322.2km
  - 複線区間：2,330.9 km（59.4%）
  - 電化区間：2,727.1km（69.5%）

## 路線一覧

### 高速鉄道路線
- KTX（京釜高速線・湖南高速線）

### 一般旅客路線
- 京釜線
- 京義線
- 京元線
- 京江線
- 湖南線
- 全羅線
- 慶全線
- 中央線
- 東海線
- 嶺東線
- 忠北線
- 長項線
- 光州線
- 鎮海線
- 慶北線
- 大邱線
- 太白線
- 咸白線
- 旌善線
- 大田線（短絡線）
- 伽倻線（短絡線）
- 釜田線（短絡線）
- 郊外線

### 広域電鉄路線

#### 1号線
- 京釜線（ソウル - 天安）
- 京仁線
- 京元線（清凉里 - 逍遥山）
- 長項線（天安 - 新昌）
- 京釜高速線（衿川区庁 - 光明）
- 餅店基地線（餅店 - 西東灘）

#### 3号線
- 一山線

#### 4号線
- 果川線
- 安山線

#### 京義・中央線
- 京義線（ソウル - 汶山）
- 龍山線（龍山 - 加佐）
- 京元線（龍山 - 清凉里）
- 中央線（清凉里 - 龍門）

#### 京春線
- 忘憂線
- 中央線（上鳳 - 忘憂）
- 京春線

#### 水仁・盆唐線
- 水仁線
- 盆唐線

#### その他
- 京江線（板橋 - 驪州）
- 東海線（釜田 - 太和江）
- 大慶線（京釜線・亀尾〜慶山間）

### 貨物路線
- 南部貨物基地線
- 藍浦線
- 江景線
- 沃溝線
- 北全州線
- 麗川線
- 光陽製鉄線
- 光陽港線
- 大仏線
- 牛岩線
- 温山線
- 長生浦線
- 蔚山港線
- 槐東線
- 三陟線
- 墨湖港線
- 北坪線
- 迎日湾港線

### 休止・廃止路線
- 聞慶線（旅客・貨物とも休止）
- 長項貨物線（廃止）
- 群山貨物線（廃止）

## 駅の種別
普通駅は日本でいう駅員配置の有人駅で、等級も付けられている。地域管理駅は有人駅。
簡易な駅としては駅員配置の配置簡易駅と運転簡易駅、日本の無人駅に相当する無配置簡易駅、そして簡易委託駅の乙種乗車券発売所の4つがある。
日本の仮乗降場や臨時駅に相当する駅は臨時乗降場と呼ばれる。
また、日本の信号場に相当する、信号場および信号所も存在する。韓国ではこれらも「駅」と呼ばれることが多いが、日本と同様、基本的に旅客営業は行っていない。

## 自動案内放送
日本のATOSの自動案内放送と同様にKOBOSやKSBSが各所に導入され、利用客向けの自動案内放送を行っている。

## 食事サービス
日本のような駅弁は存在せず、コンビニ弁当タイプの弁当やサンドイッチがKTXの停車駅で売られている。
また、近年釜山駅では「寿司（チョパプ）」も販売されている。
セマウル号を除き、車内にはお菓子や飲み物の自動販売機が設置されている。以前は車内販売が行われていたが、2017年をもって廃止されている。
セマウル号と一部のムグンファ号には食堂車が連結されている列車があった。セマウル号は京釜線系統と湖南線系統の大半の列車、ムグンファ号は京釜線ソウル駅〜釜山駅間の朝夕の便4往復にのみ連結されていた。
食堂車の運営業者は、当初は鉄道庁の直営であったが、1983年6月からはソウルプラザホテルが運営していた。同ホテルは2004年3月に撤退し、2004年4月からはアシアナ航空の機内食も調製するランチベル社が運営していた。以前は食堂車従業員は2人乗務だったが、その後1人乗務に変わっている。運営会社が変わり、食事メニューは弁当（トシラク）中心となっていた。
2008年9月をもって、一般列車の食堂車の営業が終了し、軽食販売・ネットカフェ設置の「カフェ客車」に改造されて運用されていたが、その後営業を中断する列車が相次ぎ、ムグンファ号のカフェ客車については、2018年から立席客用に車内にロングシートを設置し、自動販売機を設置した自由席客車に再改造されている。なお、セマウル号の後継であるITX-セマウルには、カフェ客車に相当する設備はない。
KTX-Iには当初から食堂車は連結されておらず、前述の車内販売や自動販売機に限られていたが、KTX-山川にはスナックバーコーナーが設置されていた。ただし、座席追加設置のため客室に改造されたため、現在は撤去されている。
2019年現在では、海列車等一部の観光列車に軽食を販売するスナックバーコーナーが、豪華クルーズ列車ヘランには食堂車が連結されているが、こちらも厨房を装備しておらず、車内での供食は弁当類に限られる。

## 車両一覧
太字の車両は現在営業運転に就いている車両。

### KTX
- 100000系（KTX-I）
- 110000系（KTX-山川）
- 150000系（KTX-イウム）
- 160000系（KTX-青龍）

### 電気機関車
- 8000形
- 8100形
- 8200形
- 8500形

### ディーゼル機関車
- 2000形
- 2100形
- 3000形
- 3200形
- 4000形
- 4100形
- 4200形
- 4300形
- 4400形 - 入換用機関車として新造された国産車。貨物牽引や短距離列車の牽引も行う。
- 5000形 - EMD SD9形ディーゼル機関車
- 6000形 - EMD SD18形ディーゼル機関車
- 6100形
- 6200形
- 6300形 - 初代7000形。客車牽引機の近代化のためにアメリカGMCから導入した。
- 7000形 - 国産の片運転台機関車。独特な風貌が特徴。客車への電力供給を可能とした。
- 7100形 - アメリカGMC製の貨物牽引用大型機関車。「特大型」と呼ばれる。
- 7200形 - 特大型7100形の歯車比を変更し、客車牽引用へ変更したもの。
- 7300形 - 現代精工製の客車牽引用国産車。外観は7500形と同一。
- 7400形 - 7300形を基本に運転操作および検査修繕改良のため計器類などが改良されたもの。
- 7500形 - 7100形に続いて導入した客車牽引用機関車。外観は7100形と同一だが歯車比など違いも多い。
- 7600形 - アメリカGE製の大型機関車。

### 蒸気機関車
- 901形（運行休止中）

### 電車（電動車、電気動車）
- 9900系ムグンファ形 (EEC)
- 1000系
- 3000系
- 200000系ムグンファ形(ko) - 京釜線と長項線へ導入。
- 210000系 (ITX-セマウル)
- 220000系・230000系（ITX-マウム）
- 311000系
- 319000系
- 321000系
- 331000系
- 341000系
- 351000系
- 361000系
- 368000系(ko) (ITX-青春)
- 371000系(ko)
- 381000系(ko)
- 391000系(ko)
- 392000系
- 393000系

### 気動車（ディーゼル動車）
- 101系セマウル形 (DHC)
- 111・251系セマウル形 (DHC)
- 9201系ムグンファ形 (DEC)
- 9211系ムグンファ形 (NDC)
- 9501系通勤列車形 (CDC)
- 日本製動車

### 客車
- セマウル形
- ムグンファ形
- トンイル形
- ピドゥルギ形

## 不祥事
2012年6月、韓国鉄道公社は、自社が「鉄道の安全性と定時運行率は世界1位」という統計をまとめた。しかし、国土海洋部は韓国高速鉄道で事故が頻発していることなどから調査を行ったところ、例えば2010年には脱線事故が4件、踏切事故が17件発生したにもかかわらず、韓国鉄道公社は脱線事故0件、踏切事故8件と報告しているなど、統計が自社に都合よく誇張・歪曲している事が発覚した。これに関しては、韓国の国土交通部による鉄道民営化のための世論操作ではないかという疑惑も出ている。